# Gymnopus foetidus
Espèce
Synonymes
- Agaricus foetidus (Sowerby) Fr.[2]
- Agaricus venosus Pers.[2]
- Heliomyces foetidus (Sowerby) Singer[2]
- Marasmiellus foetidus (Sowerby) Antonín[2]
- Marasmius foetidus (Sowerby) Fr.[2]
- Marasmius rufocarneus Velen.[2]
- Merulius foetidus Sowerby[2]
- Micromphale foetidum (Sowerby) Singer[2]
- Micromphale rufocarneum (Velen.) J.H. Petersen & Vesterh.[2]
- Micromphale rufocarneum (Velen.) Knudsen[2]

Gymnopus foetidus est une espèce de champignons saprophytes de la famille des Omphalotaceae.

## Synonyme
- Micromphale foetidum